# Stołeczna Estrada
Stołeczna Estrada – samorządowa instytucja kultury działająca od 1955 r. Jest największą instytucją zajmującą się organizowaniem i prowadzeniem działalności kulturalnej w Warszawie. Głównym zadaniem Stołecznej Estrady jest realizacja wydarzeń kulturalnych skierowanych do mieszkańców Warszawy.
Stołeczna Estrada w 2011 r. zorganizowała 277 wydarzeń kulturalnych, w tym: 1 maja 2011 r. koncert z okazji beatyfikacji Jana Pawła II na placu Piłsudskiego w Warszawie, 7 maja 2011 r. inaugurację Multimedialnego Parku Fontann na Podzamczu w Warszawie, 29 maja 2011 r. imprezę Warszawa Dzieciom w Parku Agrykola oraz Łazienkach Królewskich w Warszawie. Ponadto organizuje imprezy cykliczne, takie jak: Koncerty Chopinowskie, odbywające się w Łazienkach Królewskich od 1959 roku, Warszawski Festiwal Skrzyżowanie Kultur od 2005 roku, Wianki nad Wisłą od 1996 roku. Ważnym obszarem działalności Stołecznej Estrady jest również promocja polskiej kultury i sztuki za granicą poprzez takie projekty jak: koncert „Chopin pod Piramidami”, który odbył się w Egipcie 29 września 2010 r. z okazji obchodów 200. rocznicy śmierci Fryderyka Chopina, Recital Rafała Blechacza w Kopenhadze 27 czerwca 2011 roku, inaugurujący polską prezydencję w Radzie Unii Europejskiej, Jazz po polsku – koncerty polskich artystów na Copenhagen Jazz Festival od 12 do 14 lipca 2012 czy koncert Rock Jazz Chopin z udziałem m.in. Leszka Możdżera i Anny Serafińskiej na inauguracji festiwalu Cervantino w Meksyku 3 października 2012 r.

## Historia
Stołeczna Estrada funkcjonuje na podstawie Zarządzenia Ministra Kultury i Sztuki nr 215 o „Akcie utworzenia instytucji artystycznej” z 30 grudnia 1954 r.
W przeszłości instytucja nosiła nazwy Estrada Satyryczna (1955), Stołeczne Przedsiębiorstwo Imprez Estradowych (po 1955), Stołeczne Biuro Imprez Artystycznych (do 1989), Stołeczne Biuro Imprez Artystycznych „Stołeczna Estrada” (od 1986 lub 1989).

## Misja i zadania statutowe
Instytucja realizuje zadania statutowe poprzez:
- organizowanie własnych programów estradowych, muzycznych i rozrywkowych
- przygotowanie i realizowanie okolicznościowych imprez na zamówienie
- przygotowanie własnych programów artystycznych przeznaczonych na występy zagraniczne
- organizowanie imprez dla dzieci i młodzieży
- poszukiwanie nowych form działalności artystycznej w sferze kultury

Misją Stołecznej Estrady jest edukacja poprzez sztukę oraz propagowanie kultury wysokiej. Instytucja robi to zarówno w sposób tradycyjny, np. organizując koncerty symfoniczne, ale także poprzez projekty popularyzujące muzykę poważną w sposób przystępny dla młodych widzów. Przykładem nowoczesnego podejścia do klasyki jest album muzyczny Rock Loves Chopin – zbiór 11 rockowych aranżacji utworów Fryderyka Chopina, a także koncerty Rock Loves Chopin, które miały miejsce m.in. 17 maja 2008 roku na placu Zamkowym w Warszawie, 21 czerwca 2008 roku podczas Wianków nad Wisłą w Warszawie czy 1 maja 2011 na Wielkim Murze Chińskim w ramach festiwalu Meet in Beijing Arts Festival and Chaoyang International Pop Music. Instytucja wychodzi naprzeciw oczekiwaniom odbiorców odnajdując jednocześnie niezagospodarowane dotąd obszary znajdujące się poza kulturą popularną, takie jak Warszawski Festiwal Skrzyżowaniu Kultur, który w ciągu ośmiu lat z imprezy miejskiej przekształcił się w festiwal międzynarodowy. Z myślą o przekształcaniu przestrzeni miejskich powstał również projekt Strefa Kultury, który ożywił okolice Pałacu Kultury i Nauki w Warszawie.

## Działalność
Stołeczna Estrada realizuje projekty z różnych obszarów kultury, takie jak: festiwale, koncerty, widowiska, rocznice i wystawy. Głównym obszarem działalności instytucji są imprezy skierowane do mieszkańców Warszawy, w tym największe plenerowe imprezy stolicy m.in.: „Music for Peace” z udziałem Tangerine Dream na Moście Świętokrzyskim z udziałem 50-tysięcznej widowni w 2001, koncertu Al Di Meola z Januszem Olejniczakiem w Łazienkach Królewskich w 2004, Buena Vista Social Club w 2007, Boba Geldofa na placu Teatralnym w 2007, czy coroczne Wianki nad Wisłą z udziałem 100-tysięcznej publiczności w 2012. Instytucja tworzy i implementuje również programy artystyczne reprezentujące polską kulturę za granicą.

## Imprezy cykliczne
Stołeczna Estrada organizuje wiele imprez cyklicznych, takich jak: Warszawski Festiwal Skrzyżowanie Kultur, Wianki nad Wisłą, Koncerty Chopinowskie w Łazienkach Królewskich, Festiwal Ogrody Muzyczne, Warszawski Kiermasz Książki, Warszawa Dzieciom.

### Warszawski Festiwal Skrzyżowanie Kultur
Warszawski Festiwal Skrzyżowanie Kultur – festiwal muzyczny poświęcony prezentacji wielokulturowości i różnorodności świata, odbywa się we wrześniu od 2005 roku. W dotychczasowych edycjach wzięło udział ponad trzystu artystów z sześćdziesięciu krajów. W 2011 r. festiwal odwiedziło około 15 tysięcy osób. Wśród gwiazd, które wystąpiły na najważniejszej polskiej scenie muzyki świata znaleźli się m.in.: Al Kindi Ensemble, Alim Qasimov, Femi Kuti, Boubacar Traore, Concha Buika, Dobet Gnahoré, Youssou N’Dour, Dżiwan Gasparian, Lady Smith Black Mambazo, Salif Keita, Trilok Gurtu, Sara Tavares, Jasmin Lewi, Tcheka. Festiwal jest wydarzeniem o randzie międzynarodowej, od 2009 r. rekomendowanym przez prestiżowy magazyn „Songlines” jako jedno z 25 najciekawszych wydarzeń muzyki świata. Festiwal finansowany jest przez Miasto Stołeczne Warszawa.

### Wianki nad Wisłą
Wianki nad Wisłą – impreza plenerowa nad Wisłą, organizowana na rozpoczęcie lata (w sobotę najbliższą Nocy Świętojańskiej).
W Warszawie Wianki nad Wisłą odbywają się od 1996 roku. W tym czasie dla publiczności zagrały największe gwiazdy polskiej sceny: Bajm, Budka Suflera, Edyta Górniak, Kayah, Maciej Maleńczuk, Myslovitz, Maryla Rodowicz, T-Love, Lady Pank, Ryszard Rynkowski, Wilki oraz uznani goście z zagranicy: Europe, Kelis, Katie Melua, Kosheen, Leningrad Cowboys, Lou Bega, Reamonn i Sunrise Avenue.
23 czerwca 2012 r. na Podzamczu w Warszawie podczas 17 edycji Wianków nad Wisłą bawiło się ponad 100 tys. osób. Dla warszawiaków zagrali Katie Melua, Edyta Górniak, Ryszard Rynkowski, De Mono, Wilki, Myslovitz, Liber, InoRos, Damian Ukeje, Racoon, Bombay Street i L.U.C. w towarzystwie gości – Wojciecha Waglewskiego (Voo Voo), Mateusza Pospieszalskiego (Voo Voo), Viena (Molesta), Zgasa (dwukrotnego mistrza Polski w beatboksie). Koncert został zorganizowany we współpracy z Radiem Zet i retransmitowany w TVP2. Wydarzenie zakończył 12 minutowy pokaz sztucznych ognii. Podczas pokazu wystrzelono w powietrze dwa tysiące ładunków pirotechnicznych o łącznej wadze przekraczającej cztery tony.

### Koncerty Chopinowskie w Łazienkach Królewskich

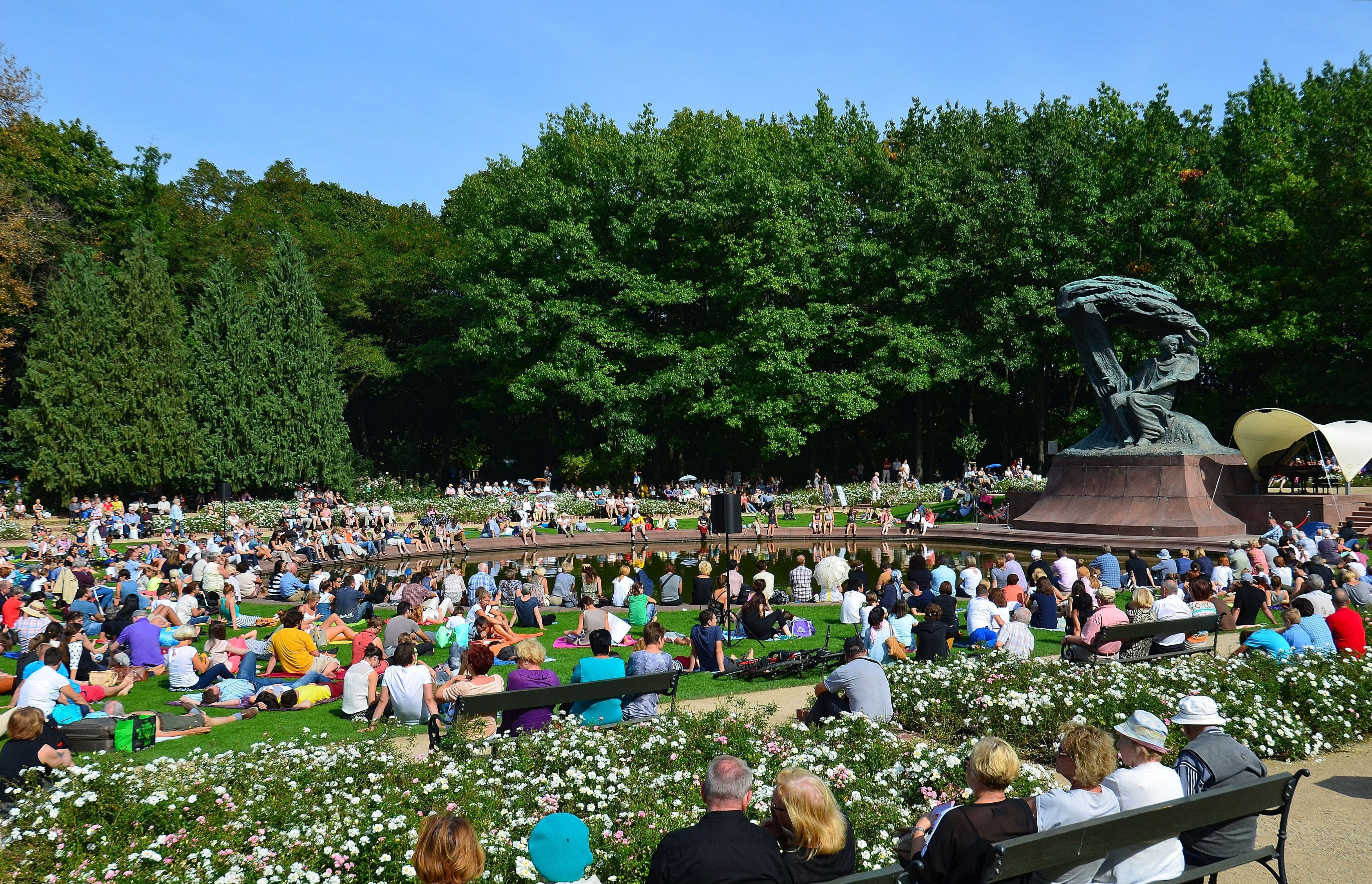
Niedzielny koncert pod pomnikiem Fryderyka Chopina współorganizowany przez Stołeczną Estradę (2014)

Koncerty Chopinowskie w Łazienkach Królewskich – organizowane nieprzerwanie od 1959 r. we współpracy z Towarzystwem im. Fryderyka Chopina. Początkowo sezon koncertowy rozpoczynało wykonanie jednego z koncertów Chopina z towarzyszeniem orkiestry, w latach 70. organizowano w godzinach wieczornych dodatkowe koncerty z muzyką kompozytorów współczesnych Chopinowi. Jeszcze w latach 80. koncert późniejszy (wówczas o godz. 17.00) miał formę słowno-muzyczną, z udziałem znanych aktorów scen warszawskich recytujących poezję romantyczną. Obecnie koncerty mają formułę dwóch klasycznych recitali chopinowskich o godz. 12.00 i 16.00, w każdą niedzielę od maja do września. Na popularność koncertów w Warszawie wpływa dobór artystów, którzy występ w Łazienkach poczytują sobie za zaszczyt, nie zważając na pewne niedogodności związane np. z pogodą. Słynna jest też historia występu Haliny Czerny-Stefańskiej, która dokończyła swój recital, mimo że w dłoń użądliła ją osa.
W 2010 r. podczas Koncertów Chopinowskich w Łazienkach Królewskich zagrali m.in.: Janusz Olejniczak, Igor Lovchinsky, Dina Joffe, Wojciech Świtała, Daniel Vaiman, Marek Drewnowski, Mark Laforet, Pawieł Giliłow, Alberto Nosè, Kevin Kenner.
W 2011 r. podczas Koncertów Chopinowskich w Łazienkach Królewskich zagrali m.in.: Paolo Vairo, Louisa Alvanisa, Eduardo Stan, Joanna Różewska, Filip Wojciechowski, Marek Bracha, Sonja Pahor, Kanako Okabe, Maria Korecka, Tadeusz Chmielewski.
W 2012 roku zagrali: Motoko Yoshikawa, Alberto Nosè, Aldona Jacobson-Budrewicz, Anna Maria Stańczyk, Tadeusz Chmielewski, Antonio di Cristofano, Lidia Grychtołówna, Christina Biørkøe, Karol Radziwonowicz, Piotr Latoszyński, Joanna Ławrynowicz, Arnold Gniwek, Bronisława Kawalla, Paweł Kowalski, Wojciech Waleczek, Anna Hajduk, Justyna Lechman, Bogdan Czapiewski, Tadeusz Domanowski, Edward Wolanin, Katarzyna Hajduk, Maria Korecka, Šviesė Čepliauskaitė, Jerzy Romaniuk, Kazimierz Gierżod, Tokiko Kobayakawa, Rinko Kobayashi, Maria Szraiber, Mika Okumura, Monika Quinn, Jan Simon, Karolina Nadolska, Jerzy Godziszewski, Maria Gabryś, Claire Huangci, Filip Wojciechowski, Justyna Galant, Karolina Marchlewska, Artur Haftman, Krzysztof Trzaskowski.

### Festiwal Ogrody Muzyczne
Festiwal odbywa się od 2001. Organizowany we współpracy ze Stołeczną Estradą przez Fundację „Ogrody Muzyczne”, w skład której wchodzą Ryszard Kubiak, menedżer kultury i reżyser, Zygmunt Krauze, kompozytor i pianista oraz Barbara Pietkiewicz-Kraśko, producentka telewizyjna i promotorka baletu.
Festiwal jest organizowany w lipcu każdego roku. Przyciąga ok. 40–50 tys. widzów, oferując publiczności ponad 30 różnych wydarzeń. Festiwal prezentuje audiowizualne produkcje oper, baletów oraz filmy o sztuce. Od 2005 r. festiwal „Ogrody Muzyczne” jest finansowany w dużej mierze ze środków m. st. Warszawy
Prezentacje odbywają się na dziedzińcu Zamku Królewskiego w Warszawie. Na program festiwalu składają się także koncerty muzyki XX wieku i współczesnej w ramach cyklu „Passage” oraz specjalne wydarzenia, w których biorą udział znane orkiestry symfoniczne, chóry i zespoły, m.in. Sinfonia Varsovia, Sinfonia Iuventus, Accentus, Stockholm Saxophone Quartet, Music For a While Ensemble. Ponadto w każdy czwartkowy poranek lipca odbywają się „Dziecięce Ogrody Muzyczne” projekcje i warsztaty skierowane do najmłodszych.
Tematem przewodnim edycji 2010 Festiwalu „Ogrody Muzyczne” był Fryderyk Chopin oraz muzyka i kultura Belgii, edycja ta 1 lipca 2010 r. uroczyście rozpoczęła prezydencję Polski w Unii Europejskiej.
Podczas edycji 2011 r. w związku z polską prezydencją w Radzie Unii Europejskiej, festiwal prezentował twórczość polskich artystów, którzy w szczególny sposób zapisali się w historii kultury europejskiej.
W roku 2012 na Festiwalu Ogrody Muzyczne zaprezentowano kulturę muzyczną kręgu śródziemnomorskiego, arcydzieła muzyki XX wieku z Francji, Hiszpanii, Włoch, muzykę tradycyjną Cypru i Libanu. Wśród gwiazd tej edycji znaleźli się m.in.: Elżbieta Chojnacka, Agata Zubel, Maciej Grzybowski oraz włoski Duo Alterno. Kulminacją i jednocześnie zwieńczeniem festiwalu był koncert zespołu Cappella Mediterranea.

### Warszawski Kiermasz Książki
Warszawski Kiermasz Książki został powołany do życia w 2010 r. przez Miasto Stołeczne Warszawa, firmę Murator EXPO i Stołeczną Estradę. Wydarzenie skierowane jest do szerokiego grona warszawskich miłośników literatury. Charakter Kiermaszu pozwala na obcowanie z książkami w przestrzeni publicznej, a także na spotkanie z różnymi osobami, dla których czytanie jest pasją i przyjemnością. Na kiermasz składają się:
- strefa handlowa ze stoiskami wydawnictw książki i prasy
- strefy tematyczne, w których odbywają się wydarzenia edukacyjne i artystyczne otwarte dla publiczności
- strefa rozrywkowa, czyli scena główna, na której odbywa się m.in. wieczorny koncert oraz spotkania z gwiazdami Kiermaszu

Edycja 2010
Pierwsza edycja Warszawskiego Kiermaszu Książki odbyła 29–30 maja na Rynku Mariensztackim. Swoją ofertę zaprezentowało 72 wystawców: księgarnie oraz czołowi polscy wydawcy, a także warszawskie antykwariaty. Gośćmi kiermaszu byli m.in.: Józef Hen, Józef Wilkoń, prof. Marek Kwiatkowski oraz Ernest Bryll, któremu podczas imprezy został wręczony Medal „Zasłużony Kulturze Gloria Artis”.
Dużym zainteresowaniem cieszył się program artystyczny – recital piosenkarki i kompozytorki muzyki teatralnej Oleny Leonenko oraz koncert jazzowy Włodzimierza Pawlika. Najmłodsi uczestnicy kiermaszu chętnie słuchali bajek czytanych na żywo przez lubianych aktorów: Agnieszkę Wagner i Roberta Kudelskiego.
Edycja 2011
Druga edycja Warszawskiego Kiermaszu Książki odbyła się 21 i 22 maja na Rynku Mariensztackim w Warszawie. Gospodarzem kiermaszu był Roman Czejarek, który poprowadził rozmowy z wydawcami i autorami książek. Swoją ofertę przestawili m.in. Agora, Bajka, Bellona, Ezop. Wydawnictwo Inicjał zaprezentowało serię książek poświęconych II wojnie światowej oraz czasom polskiego rokoka, m.in. nowość – Portrety pań wytwornych Stanisława Wasylewskiego. Czytelnicy mogli również spotkać się książek m.in. Robetem T. Preysem, autorem Tajemnic Sahary i Orędzia. Oprócz oferty wydawniczej równolegle odbywały się spektakle dla najmłodszych – Pinokio i Mała Księżniczka, występy taneczne zespołu Caro Dance, koncerty Anny Dereszowskiej, Kwartetu smyczkowego 4-te, zespołów Czerwony Tulipan i Warszawa Kyiv Express, czytanie bajek i spotkania z autorami.
Edycja 2012
Gośćmi III edycji Warszawskiego Kiermaszu Książki zorganizowanego 26 i 27 maja na Rynku Mariensztackim w Warszawie byli m.in. Mikołaj Łoziński, Antoni Libera, Marcin Sendecki, Paulina Wilk, Jarosław Sokół, Małgorzata Strzałkowska, Julia Hartwig. Ambasadorami wydarzenia byli Ewa Konstancja Bułhak i Mikołaj Łoziński. Patronat honorowy nad przedsięwzięciem objęło Polskie Towarzystwo Wydawców Książek i Izba Wydawców Prasy. Trzeciej edycji kiermaszu towarzyszyły: prezentacja kampanii „Nie czytasz, nie idę z Tobą do łóżka”, happeningi literackie, warsztaty pisania, konsultacje poetyckie, koncert zespołu Jazz Mess i Janusza Radka, recital operowy uczniów Szkoły Muzycznej II stopnia im. F. Chopina oraz wystawy: grafik z wystawy Teatru Lalka „Korczak i dzieci. Wspólnota życiem zapłacona” i „Tam, czy tam – czytam!” wystawa ilustracji dla dzieci, będącej częścią akcji promującej czytanie.

### Warszawa Dzieciom
Warszawa Dzieciom, to wydarzenie skierowane dla najmłodszych i ich opiekunów, organizowane od 1995 r. z okazji Dnia Dziecka.
Edycja 2011
Odbyła się 29 maja w Parku Agrykola i w Łazienkach Królewskich. Na terenie Agrykoli pojawiły się: baśniowa kraina przygód, miasteczko sportowe i rowerowe, miasteczko Star Wars, zajęcia plastyczne. Na terenie imprezy odbyła się również wystawa prac wyróżnionych w dzielnicowych przeglądach plastycznych I Warszawskiego Festiwalu Edukacji Kulturalnej. W Łazienkach Królewskich w Teatrze na wyspie można było zobaczyć spektakl: Czerwony Kapturek, występ zespołu sygnalistów myśliwskich „Akord” oraz musical Romeo i Julia powstały w ramach Feryjnych Otwartych Spotkań Artystycznych – FOSA 2011, realizowanych w Stołecznym Centrum Edukacji Kulturalnej, w ramach akcji „Zima w Mieście”. W przygotowaniach wzięło udział 150 wykonawców w wieku 13–19 lat, którzy zgłosili swój udział w projekcie.
Edycja 2012
Odbyła się 3 czerwca na warszawskiej Agrykoli. W programie znalazło się ponad kilkadziesiąt różnych wydarzeń artystycznych, kulturalnych i sportowych: od warsztatów plastycznych, edukacyjnych, przez zajęcia sportowe, po spotkania z teatrem, fotografią, muzyką. Wraz z Katarzyną Stoparczyk, dziennikarką Trójki Polskiego Radia, dzieci stworzyły intertekstualną bajkę na żywo. Za program artystyczny współodpowiedzialny był Festiwal Edukacji Kulturalnej. Hasło imprezy brzmiało: „Witajcie w naszej bajce”.

## Inne imprezy kulturalne
Wystawa „Gloria utraconej przeszłości” – prezentowana w Galerii Plenerowej na placu Zamkowym w Warszawie, autorstwa izraelskiej artystki Diti Ravner. Wystawiana od 14 sierpnia do 3 września 2012 r., ukazywała poetyckie spojrzenie na miejsca związane z historią warszawskich Żydów.
Wystawa „Umówiłem się z nią na dziewiątą. Rozrywki przedwojennej Warszawy” – prezentowana w Galerii Plenerowej na placu Zamkowym w Warszawie od 17 lipca do 13 sierpnia 2012 r. Wystawa zawierała 120 zdjęć, grafik, obrazków ukazujących rozrywki przedwojennej Warszawy oraz jej szeroką ofertę kulturalną i rozrywkową. Fotografie pochodzą z Archiwum Państwowego m.st. Warszawy i Narodowego Archiwum Cyfrowego. Partnerem wystawy było Stowarzyszenie Przyjaciół Archiwum Państwowego m.st. Warszawy.
Koncert zespołu Deep Forest – zorganizowany 19 maja 2012 r. przy Pomniku Fryderyka Chopina w Łazienkach Królewskich w Warszawie. Wydarzenie zorganizowane w ramach Nocy Muzeów. Artyści, oprócz własnych kompozycji, zaprezentowali utwór inspirowany Preludium e-moll op. 28 nr 4 Fryderyka Chopina. W trakcie koncertu na dziedzińcu Akademii Sztuk Pięknych w Warszawie powstał obraz inspirowany muzyką Deep Forest, stworzony przez studentów ASP oraz uczestników koncertu.
Dni Berlina – Brama Brandenburska przyjedzie do Warszawy – impreza zorganizowana z okazji obchodów 20-lecia partnerstwa miast Warszawy i Berlina, odbyła się 25 listopada 2011 r. przy ul. Traugutta i Krakowskim Przedmieściu w Warszawie postawiono naturalnych rozmiarów Bramę Brandenburską. Dodatkowymi atrakcjami była tradycyjna berlińska kuchnia. Dni jubileuszu uświetniły występy orkiestry marszowej Beat’n’Blow oraz instalacja świetlna. Obok oficjalnych uroczystości prowadzona była kampania pod tytułem „be Warsaw, be friends, be Berlin – your message to the sister city”, w ramach której warszawiacy i berlińczycy, m.in. uczniowie szkół, jak i inni użytkownicy Internetu, zaproszeni zostali do przekazania osobistych wiadomości dla miasta partnerskiego za pośrednictwem portali społecznościowych, takich jak Facebook, Twitter i www.be.berlin.de. Przesyłane od nich teksty wyświetlane były podczas Dni Berlina na podłużnym telebimie, zamieszczonym na modelu Bramy Brandenburskiej.

## Imprezy zagraniczne
Stołeczna Estrada angażuje się w promocję polskiej kultury za granicą. Zorganizowała występy polskich artystów w najdalszych zakątkach świata m.in. Egipcie, Meksyku, Chinach. Podczas obchodów Roku Chopinowskiego muzyka polskiego kompozytora była prezentowana na wielkich koncertach plenerowych, w tym: 29 września 2010 r. w Gizie w Egipcie „Chopin pod Piramidami”, 29 kwietnia 2011 r. w Pekinie w Chinach „Chopin na Wielkim Murze Chińskim”, 28 stycznia 2010 r. w Tromsø w Norwegii „Chopin na kole podbiegunowym”.
15 czerwca 2011 r. w Paryżu we Francji odbył się „Chopin w Ogrodach Luksemburskich”, cykl sześciu koncertów chopinowskich w wykonaniu wybitnych warszawskich pianistów: Wojciech Świtała, Karol Radziwonowicz, Julia Kociuban, Paweł Wakarecy, Mateusz Kołakowski. 27 czerwca 2011 roku w Kopenhadze odbył się recital Rafała Blechacza, inaugurujący polską prezydencję w Radzie Unii Europejskiej. Innymi zagranicznymi projektami Stołecznej Estrady są: od 12 do 14 lipca w Kopenhadze w Danii, Jazz po polsku – koncerty 10 polskich wykonawców na czele z Leszkiem Możdżerem, 3 października 2012 r. w Guanajuato w Meksyku, Rock Jazz Chopin w wykonaniu m.in. Leszka Możdżera i Anny Serafińskiej na inauguracji festiwalu Cervantino.
W ramach promocji polskiej kultury za granicą Stołeczna Estrada zrealizowała m.in.: 13 lipca 2011 r. w Madrycie w Hiszpanii, Koncert Royal String Quartet w Pałacu Królewskim; 16 lipca 2011 w Wiedniu w Austrii, Polska Flash z okazji polskiej prezydencji w Unii Europejskiej; od 7 do 10 września 2011 r., Jazz Forum Budapest; od 24 do 27 maja 2012 r. w Düsseldorfie w Niemczech, Düsseldorf Jazz Rally.

## Dyrektorzy
- Jan Krzyżanowski (1963–1966)
- Jacek Szczęk (1966–1970)
- Tadeusz Wieczorek (1973–1978)
- Zbigniew Adrjański (1985–1988)
- Marek Wilewski (1988–1990)
- Andrzej Matusiak (od 16 stycznia 1992[51])